# Melilotus serratifolius
Melilotus serratifolius là một loài thực vật có hoa trong họ Đậu. Loài này được Tackh. & Boulos miêu tả khoa học đầu tiên.